# Legió jueva
La Legió jueva fou un projecte que consistia a constituir un exèrcit jueu encarregat d'alliberar Palestina per a instal·lar-hi un estat jueu. Aquest projecte va néixer durant la Primera Guerra Mundial, però va continuar sent sostingut fins als anys 1930.

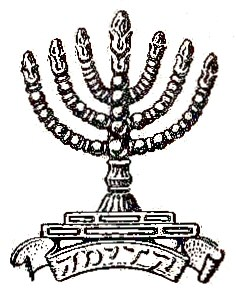
Insígnia de la Legió: una menorà

La idea d'una força militar jueva combatent en els rangs aliats va néixer en l'esperit de Zeev Jabotinsky i Joseph Trumpeldor durant el mes de desembre de 1914. En el principi, tal força participaria en l'alliberament de Palestina en aquells moments sota domini de l'Imperi Otomà.

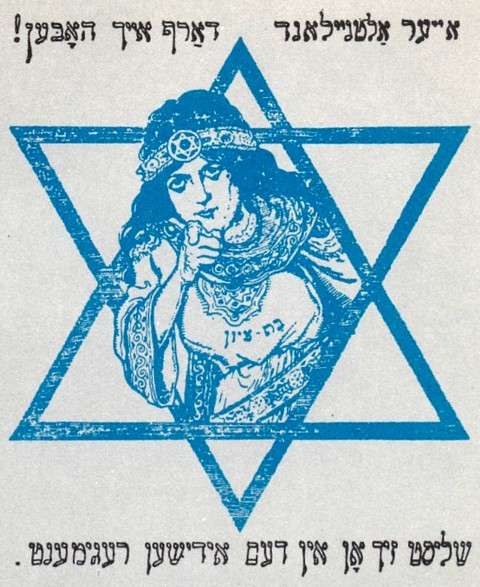
Cartell de reclutament publicat en revistes jueves americanes. Filla de Sió (representant el poble jueu): Jo vull la teva vella terra nova! Uneix-te al regiment jueu.

Entre desembre de 1914 i març de 1915, diversos centenars de voluntaris van ser enrolats sota les ordres del tinent-coronel Patterson. Però l'Imperi Britànic estava oposat a la seva implicació en els combats al front de Palestina i 562 homes sobre 650 van ser enviats a combatre en un altre front en l'abril de 1915, a Península de Gal·lípoli. La unitat hi obtindrà un cert renom però va ser dissolta després de la tornada de Gal·lípoli, a finals de 1915.
Després de la dissolució, Zeev Jabotinski durà a terme un intens treball de propaganda, entre la població jueva que vivia a Anglaterra (en particular els immigrants de Rússia) i amb el govern anglès, però va tenir poc èxit.
Tanmateix, el govern britànic, en la Declaració Balfour de 1917 va començar a mostrar el seu interès per l'establiment d'una llar Nacional Jueva a Palestina.
L'agost de 1917, es crea el primer regiment jueu: el 38è batalló de fusellers de sa Majestat (l'anunci oficial del govern britànic data del 27 de juliol de 1917). Estava format per voluntaris de l'Imperi Britànic, així com un nombre important de jueus originaris de Rússia. Aquest batalló serà seguit pels 39è i 40è batallons, amb un total de 5.000 homes a finals de 1918.
Aquestes unitats comencen a lluitar l'estiu de l'any 1918 a la vall del Jordà sota el comandament del Major General EWC Chaytor (neozelandès). En aquesta data, Jerusalem ja havia estat presa (desembre de 1917). Però una part de Palestina encara roman sota control otomà.
Els tres batallons van ser dissolts en l'any 1919 per l'hostilitat de comandament britànic cap a l'existència d'una unitat ètnica, partida entre una lleialtat formal a Anglaterra i una lleialtat política a les organitzacions sionistes.
La dissolució de les unitats jueves provocarà l'oposició dels sionistes d'esquerra i de dreta, ja que hi comptaven per donar suport al projecte sionista a Palestina. La creació de diverses organitzacions armades sionistes en els anys 1920 i 1930, grups com el Haganà, l'Irgun i el Lehi va ser possible gràcies a l'experiència militar adquirida en la Legió Jueva.